# Confederació Internacional de la Tradició Gautxa
Confederació Internacional de la Tradició Gautxa (CITG) és una organització formada principalment per les diverses entitats gautxes de Brasil (Confederaçao Brasileira de Tradiçao Gaucha i Movimento Tradicionalista Gaucho), Argentina (Confederación Gaucha Argentina) i Uruguai (Sociedad Tradicionalista Patria Gaucha) a l'Amèrica del Sud (també hi ha una organització nord-americana). Té com a objectiu mantenir les tradicions dels gautxos.
La descripció inicial de la bandera, utilitzada de facto però no oficialitzada i proposada al XI Congrés de Porto Alegre l'1 de desembre de 2012, deia: "A Bandeira da CITG é formada por quatro faixas horizontais de igual tamanho, nas cores de todos os Países membros e fundadores, ou seja: azul, branca, verde e amarela.Sendo a primeira faixa, de cima para baixo, na cor azul degrade, representando o Uruguai e a Argentina. A terceira e quarta faixas, nas cores verde e amarelo, o Brasil. A segunda faixa, na cor branca, simbolizando a paz e união entre os países. Tem em sua parte central um laço, com a sigla CITG, a data de sua fundação, a cuia com a erva mate e a bomba. O laço símbolo da tradição campeira representa a união dos gaúchos espalhados nos quatro costados do universo. A cuia, a erva - mate e a bomba simbolizam a amizade e a paz entre os povos. O mapa mundi representa todos os povos gaúchos espalhados no mundo".
Però al Congrés es va presentar una forta oposició a la bandera i es va suggerir que fos confirmada de manera provisional i s'ajornés la seva discussió al futur, cosa que fou rebutjada en votació. Finalment es va votar l'adopció d'una bandera consensuada blanca amb el logotipus al centre, que fou aprovada per unanimitat. El llaç del logo fou també aprovat per unanimitat però la carabassa de camaraderia del centre va tenir 6 vots a favor i 6 en contra i llavors es va proposar adoptar el cavall crioll, que fou acceptat per 8 vots contra 4. Les sigles daurades i la data de fundació (únicament la data) 21 d'abril de 1984 foren també aprovades.